# Amtsgericht Leobschütz

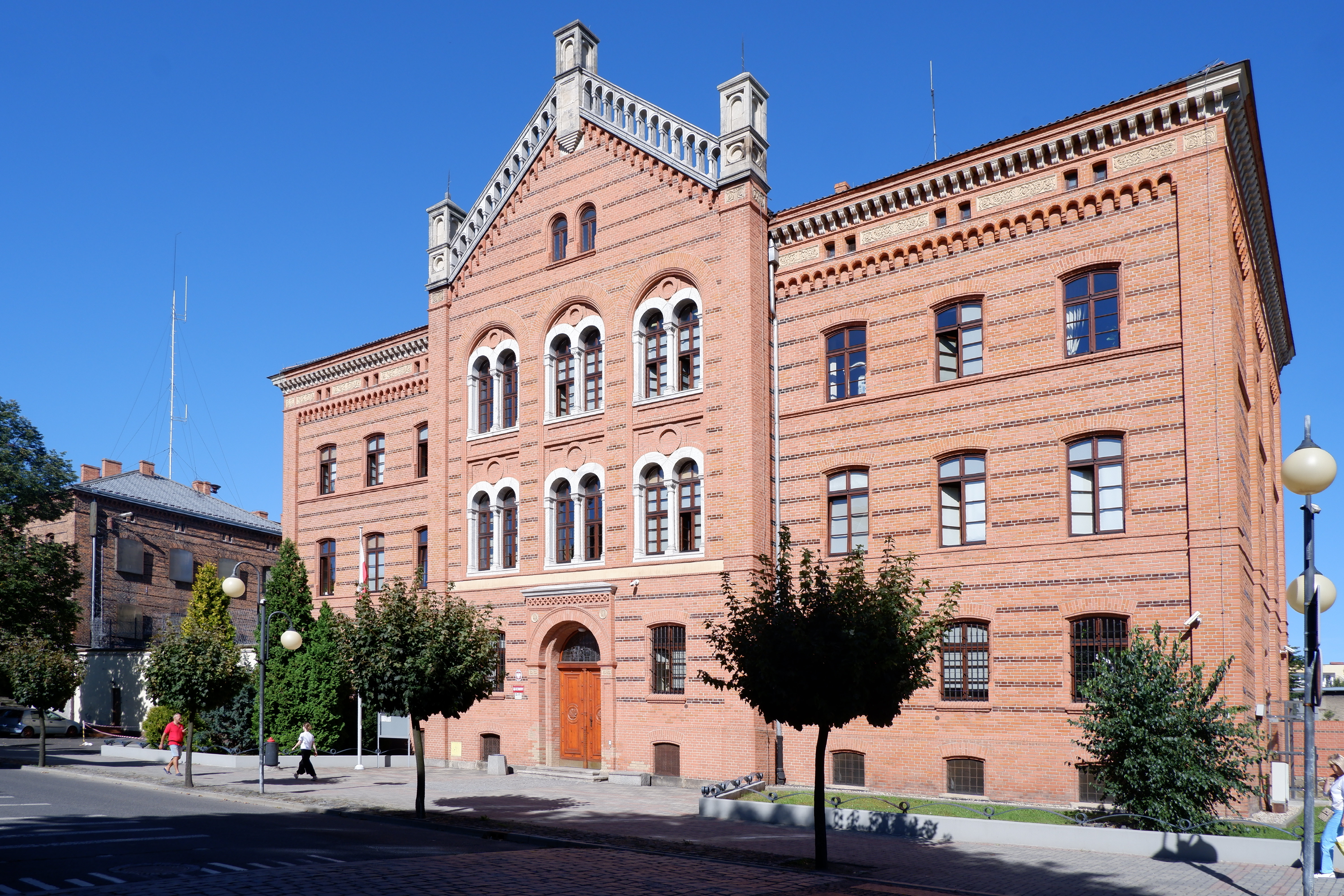
Ehem. Amtsgerichtsgebäude (2023)

Das Amtsgericht Leobschütz war ein preußisches Amtsgericht mit Sitz in Leobschütz.

## Geschichte
Das königlich preußische Amtsgericht Leobschütz wurde mit Wirkung zum 1. Oktober  1879 als eines von neun Amtsgerichten im Bezirk des Landgerichtes Ratibor im Bezirk des Oberlandesgerichtes Breslau gebildet. Der Sitz des Gerichtes war Leobschütz. Sein Gerichtsbezirk umfasste den Kreis Leobschütz ohne den Teil, der den Amtsgerichten Bauerwitz und Katscher zugeordnet war. Am Gericht bestanden 1880 fünf Richterstellen. Das Amtsgericht war damit ein mittelgroßes Amtsgericht im Landgerichtsbezirk.
Im Jahre 1945 wurde der Amtsgerichtsbezirk unter polnische Verwaltung gestellt, und die deutschen Einwohner wurden vertrieben. Damit endete auch die Geschichte des Amtsgerichtes Leobschütz. Unter polnischer Verwaltung entstand das Sąd Rejonowy w Głubczycach (1950–1975: Sąd Powiatowy w Głubczycach).